# Loven om Ukraines uafhængighed
Loven om Ukraines uafhængighed (ukrainsk: Акт проголошення незалежності України) blev vedtaget af den ukrainske SSRs øverste sovjet den 24. august 1991. Loven genetablerede Ukraines stats uafhængighed.

## Vedtagelse
Loven blev vedtaget i kølvandet på kupforsøget i Sovjetunionen den 19. august, da kommunistiske ledere forsøgte at genoprette det centrale kommunistiske partis kontrol over USSR. Som svar (under en anspændt 11-timers ekstraordinær session) godkendte det ukrainske SSR's øverste sovjet (parlamentet) i en særlig lørdagssamling overvældende erklæringsloven. Loven blev vedtaget med 321 stemmer for, 2 stemmer imod og 6 hverken for eller imod (ud af 360 fremmødte). Teksten blev hovedsageligt skrevet natten mellem 23. august og 24. august af Levko Lukyanenko, Serhiy Holovatyi, Mykhailo Horyn, Ivan Zayets og Vyacheslav Chornovil.
Ukraines kommunistiske parti (CPU), der blev overtalt bag kulisserne af dets partifæller og den øverste sovjetiske formand, Leonid Kravchuk, følte sig tvunget til at støtte loven for at tage afstand fra kuppet. CPU 's førstesekretær Stanislav Hurenko hævdede, at "det vil være en katastrofe", hvis CPU'en ikke kunne understøtte uafhængighed. CPU-medlemmer var blevet nervøse over nyheden om den tidligere partileder Vladimir Ivashkos arrestation i Moskva, at den sovjetiske hær igen kom under lederne af den russiske SFSR og forseglingen af det kommunistiske partis centralkomités lokaler.
Samme dag (24. august) opfordrede parlamentet til en folkeafstemning om støtte til uafhængighedserklæringen. Forslaget om at indkalde den nationale folkeafstemning kom i fællesskab fra oppositionslederne Ihor Yukhnovsky og Dmytro Pavlychko. Parlamentet stemte også for oprettelsen af en nationalgarde i Ukraine og overdrog jurisdiktionen over alle de væbnede styrker på ukrainsk territorium til sig selv.
Bortset fra en larmende folkemængde, der havde samlet sig ved parlamentsbygningen, var gaderne i Kiev stille den dag, med få tegn på åben fest.
I dagene efter blev en række resolutioner og dekreter vedtaget: nationalisering af al CPU-ejendom og overdragelse til det øverste sovjetiske råd og lokale råd; udstedelse af amnesti til alle politiske fanger; suspendering af alle CPU-aktiviteter og indefrysning af CPU-aktiver og bankkonti i afventning af officielle undersøgelser af muligt samarbejde med Moskva-kupmagerne; nedsættelse af en undersøgelseskomité for officiel adfærd under kuppet; og nedsættelse af et udvalg om militære anliggender i forbindelse med oprettelsen af et Ukraines forsvarsministerium.
Den 26. august 1991 informerede den ukrainske SSR 's faste repræsentant ved FN (den ukrainske SSR var et stiftende medlem af De Forenede Nationer),  Hennadiy Udovenko, kontoret for FN's generalsekretær, at hans permanente mission til denne internationale forsamling vil officielt blive udpeget til at repræsentere Ukraine.  Samme dag stemte Kyivs eksekutivkomité også for at fjerne alle monumenter af kommunistiske helte fra offentlige steder, inklusive Lenin-monumentet på den centrale Oktoberrevolutionsplads. Komiteen besluttede, at den store plads skulle omdøbes til Maidan Nezalezhnosti (Uafhængighedspladsen), ligesom den centrale metrostation under den.
To dage senere erklærede mere end 200.000 indbyggere i Lviv og Lviv oblast, at de var parate til at tjene i nationalgarden.
Ved folkeafstemningen om uafhængighed den 1. december 1991 udtrykte befolkningen i Ukraine dyb og udbredt støtte til uafhængighedserklæringen, hvor mere end 90 % stemte for, og 84 % af vælgerne deltog. Folkeafstemningen fandt sted samme dag som Ukraines første direkte præsidentvalg; alle seks præsidentkandidater støttede uafhængighed og kampagne for et "ja"-stemme. Vedtagelsen af folkeafstemningen afsluttede enhver realistisk chance for, at Sovjetunionen forblev sammen, selv i begrænset omfang; Ukraine havde længe været næstefter Rusland i økonomisk og politisk magt.
En uge efter valget sluttede den nyvalgte præsident Leonid Kravchuk sig til sine russiske og hviderussiske kolleger (henholdsvis Boris Jeltsin og Stanislav Shushkevich) for at underskrive Minsk-aftalen, som erklærede, at Sovjetunionen var ophørt med at eksistere. Sovjetunionen blev officielt opløst den 26. december.
Siden 1992 er den 24. august fejret i Ukraine som uafhængighedsdag.

## International anerkendelse
Polen og Canada var de første lande, der anerkendte Ukraines uafhængighed, begge den 2. december 1991. Samme dag (2. december) blev det rapporteret under den sene aftenudsendelse af tv-nyhedsprogrammet Vesti, at præsidenten for den russiske SFSR, Boris Jeltsin, havde anerkendt Ukraines uafhængighed.
Det gjorde USA den 25. december 1991.  Den måned blev Ukraines uafhængighed anerkendt af 68 stater, og i 1992 blev den anerkendt af yderligere 64 stater.
I januar 1992 godkendte den amerikanske præsident George HW Bush et program for amerikansk humanitær støtte til USSR og Ukraine, overvåget af forsvarsministeren.